# Эргерсайм
Эргерсайм (фр. Ergersheim) — коммуна на северо-востоке Франции в регионе Гранд-Эст (бывший Эльзас — Шампань — Арденны — Лотарингия), департамент Нижний Рейн, округ Мольсем, кантон Мольсем.

## Географическое положение
Коммуна расположена в Эльзасе на расстоянии 17 км на запад от Страсбура и 390 км на восток от Парижа.
Площадь коммуны — 6,51 км², население — 1023 человека (2006) с тенденцией к росту: 1265 человек (2013), плотность населения — 194,3 чел/км².

## Население
Население коммуны в 2011 году составляло 1210 человек, в 2012 году — 1252 человека, а в 2013-м — 1265 человек.
| 1962 | 1968 | 1975 | 1982 | 1990 | 1999 | 2006 | 2008 | 2011 | 2012 | 2013 |
| ---- | ---- | ---- | ---- | ---- | ---- | ---- | ---- | ---- | ---- | ---- |
| 655  | 626  | 585  | 726  | 843  | 937  | 1023 | 1121 | 1210 | 1252 | 1265 |

Динамика населения:

## Экономика
В 2010 году из 816 человек трудоспособного возраста (от 15 до 64 лет) 658 были экономически активными, 158 — неактивными (показатель активности 80,6 %, в 1999 году — 74,2 %). Из 658 активных трудоспособных жителей работали 632 человек (331 мужчина и 301 женщина), 26 числились безработными (15 мужчин и 11 женщин). Среди 158 трудоспособных неактивных граждан 58 были учениками либо студентами, 71 — пенсионерами, а ещё 29 — были неактивны в силу других причин.

## Достопримечательности (фотогалерея)

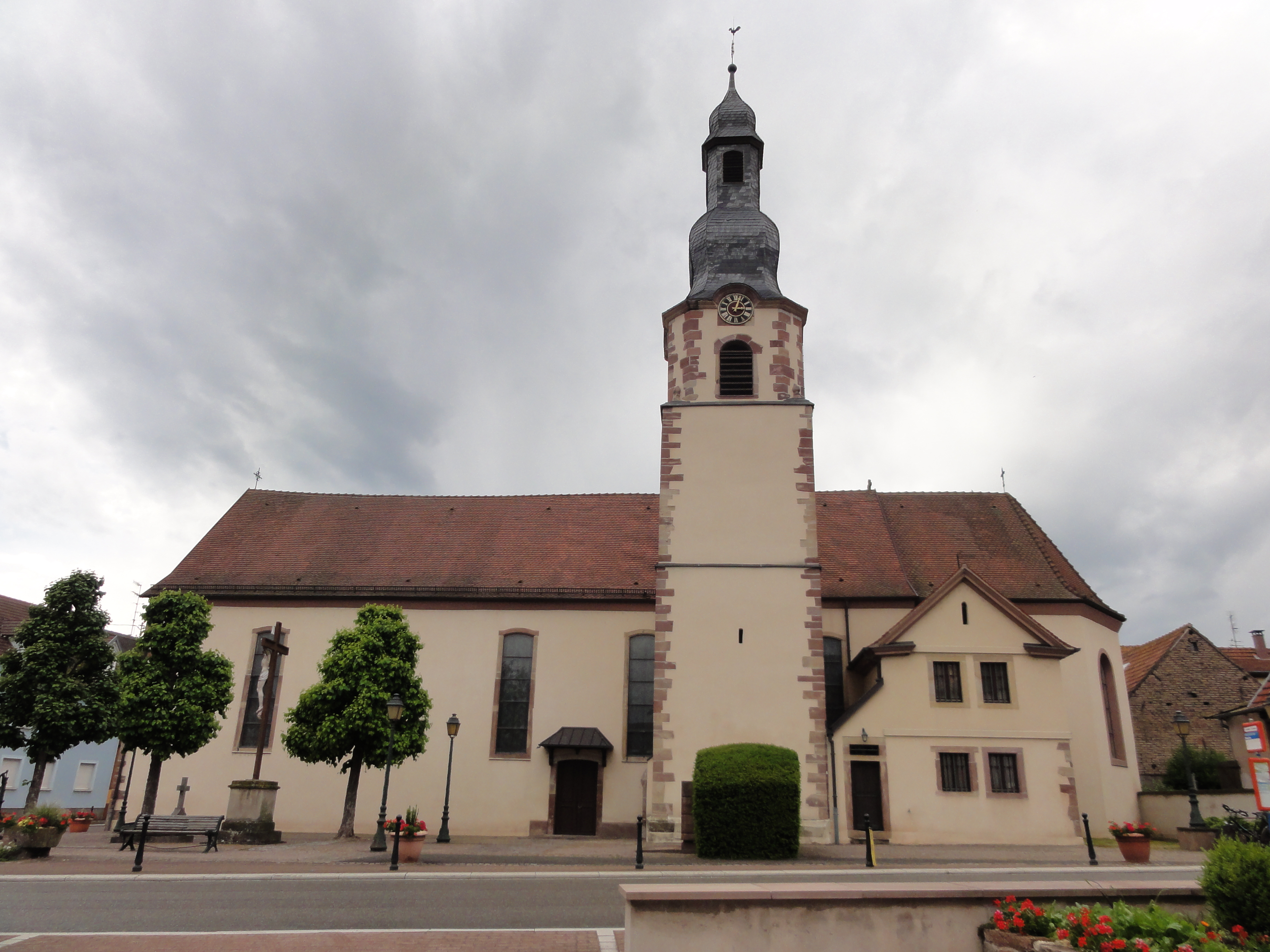
Церковь святого Николая
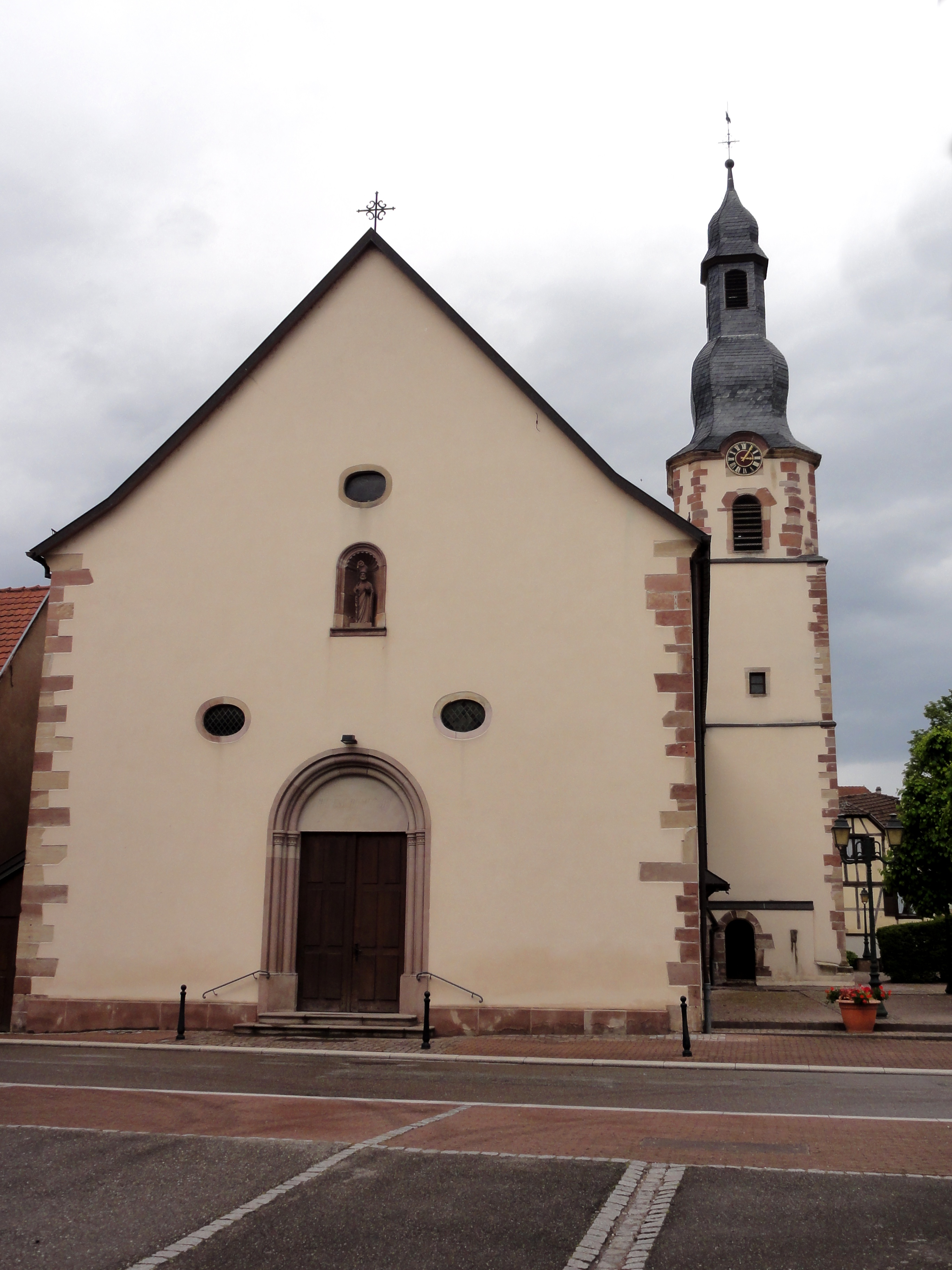
Портал и колокольня
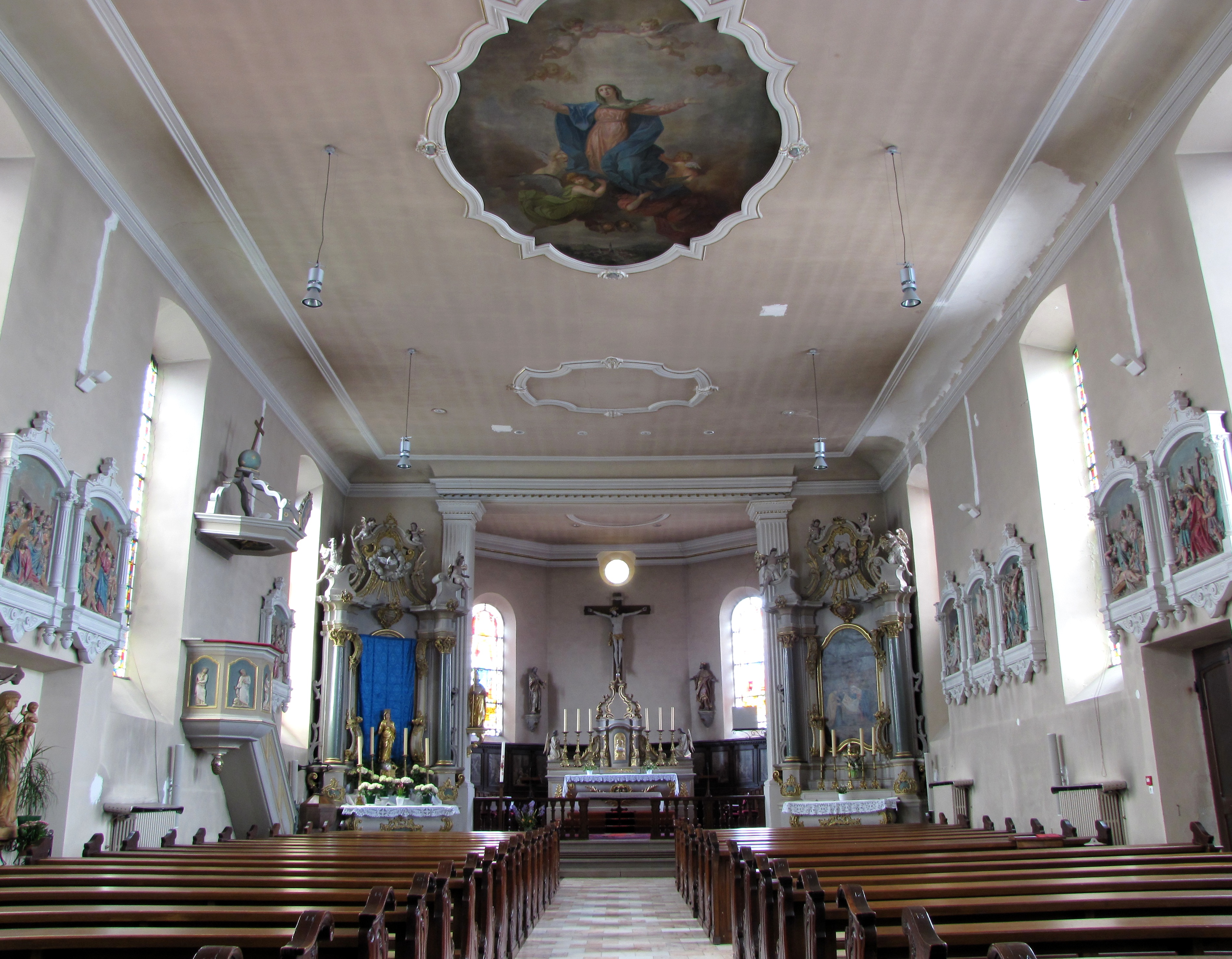
Интерьер (вид на алтарь)
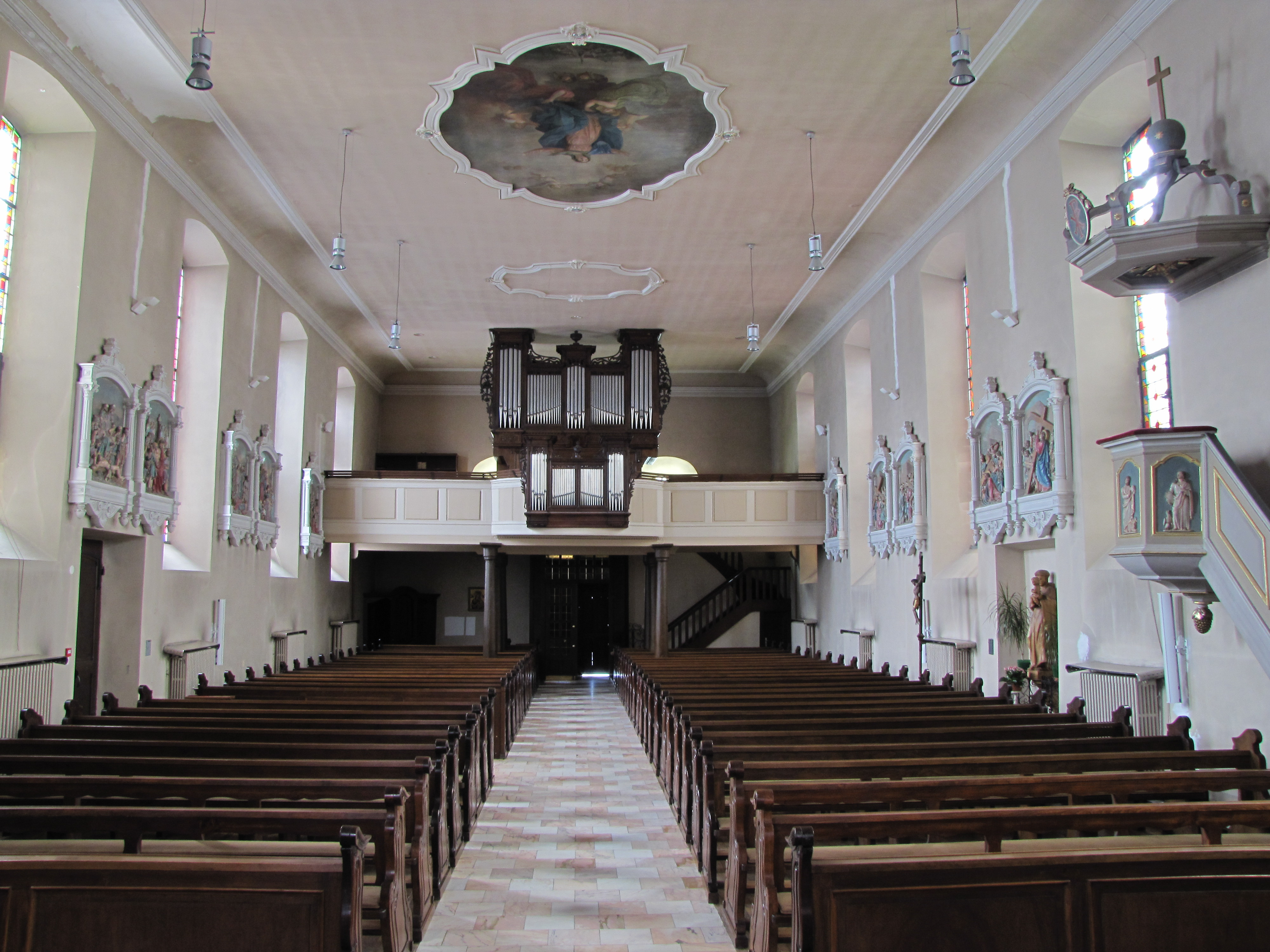
Интерьер (вид на орган)
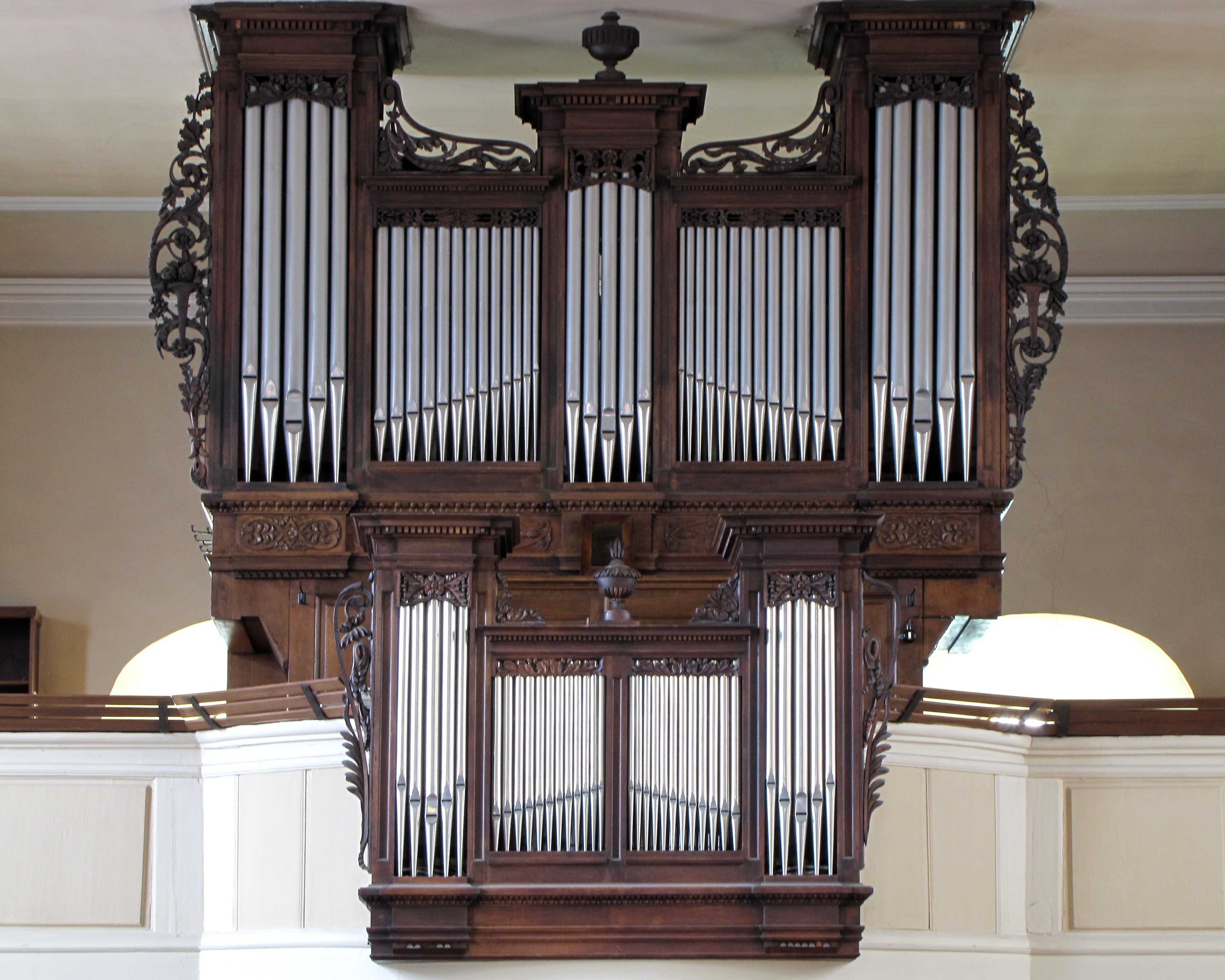
Орган